# Industria Cioccolato e Affini Morbegno

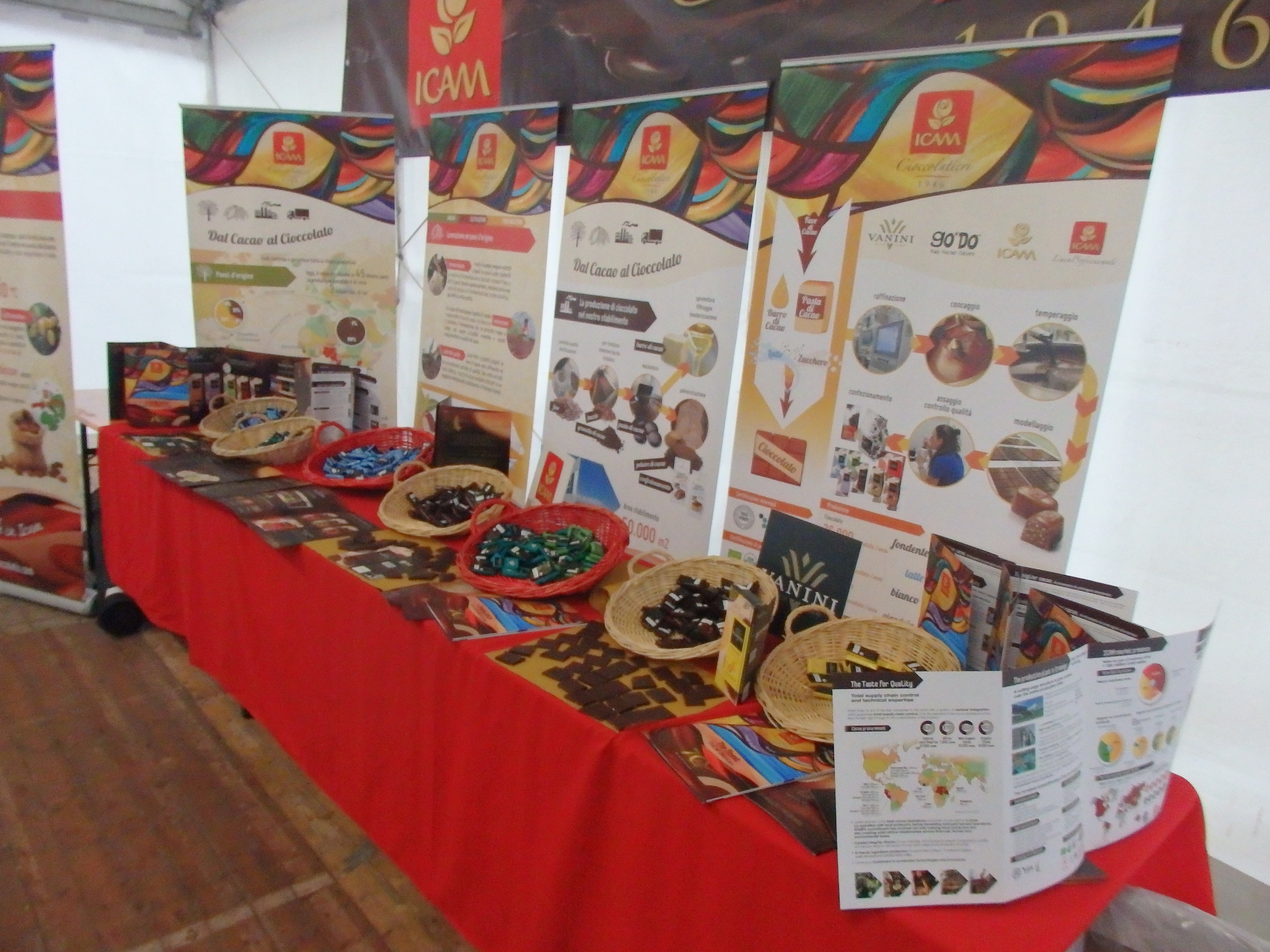
Esposizione di prodotti ICAM al Wikimania 2016

ICAM Cioccolato è un'azienda italiana produttrice di cioccolato.

## Storia
Icam nasce verso la metà degli anni quaranta a Morbegno in Valtellina (provincia di Sondrio) dove l'imprenditore Silvio Agostoni rileva con la moglie Carolina Vanini e in seguito i cognati Giancarlo e Urbano Vanini, un piccolo laboratorio per la produzione di caramelle e dolci. Nel 1946 l'attività si trasferisce a Lecco orientando la piccola azienda alla lavorazione delle fave di cacao per la produzione di semilavorati del cacao e cioccolato puro.

## Marchi del Gruppo ICAM
- Vanini cioccolato